# Eleições legislativas na Áustria em 1994
As eleições legislativas austríacas de 1994 foram realizadas a 9 de Outubro.
Os resultados deram uma nova vitória ao Partido Social-Democrata da Áustria. Apesar de tudo, o SPÖ obteve o seu pior resultado da história, conquistando, apenas, 35% dos votos e 65 deputados, o que, significa uma perda de, cerca, 8% dos votos e 15 deputados.
O Partido Popular Austríaco também obteve o seu pior resultado da história, com, apenas, 28% dos votos e 52 deputados.
O Partido da Liberdade da Áustria continuou com o seu padrão de crescimento eleitoral, iniciado em 1986 com o líder Jörg Haider, obtendo 22,5% dos votos, o melhor resultado da história do partido.
Por fim, de destacar o bom resultado dos Os Verdes - Alternativa Verde que, atingiu os 7% dos votos, e, a entrado do Foro Liberal, cisão da ala liberal do FPÖ, no parlamento, com 6% dos votos e 11 deputados.
Após as eleições, o governo de grande coligação, entre SPÖ e ÖVP, no poder desde 1986, foi renovado e continuou a governar o país.

## Resultados Oficiais
| Partido                     | Partido                       | Votos     | %               | +/-   | Deputados | +/-   |
| --------------------------- | ----------------------------- | --------- | --------------- | ----- | --------- | ----- |
|                             | Partido Social-Democrata      | 1 617 804 | 34,92 / 100,00  | 7,86  | 65 / 183  | 15    |
|                             | Partido Popular               | 1 281 846 | 27,67 / 100,00  | 4,40  | 52 / 183  | 8     |
|                             | Partido da Liberdade          | 1 042 332 | 22,50 / 100,00  | 5,86  | 42 / 183  | 9     |
|                             | Os Verdes - Alternativa Verde | 338 538   | 7,31 / 100,00   | 2,53  | 13 / 183  | 3     |
|                             | Foro Liberal                  | 276 580   | 5,97 / 100,00   | Novo  | 11 / 183  | Novo  |
| Barreira Eleitoral de 4,00% |                               |           |                 |       |           |       |
|                             | Outros (com menos de 1,00%)   | 76 014    | 1,64 / 100,00   |       | 0 / 183   |       |
| Votos inválidos             | Votos inválidos               | 97 873    | 2,07 / 100,00   | 0,90  |           |       |
| Total                       | Total                         | 4 730 987 | 100,00 / 100,00 |       | 183 / 183 |       |
| Eleitorado/Participação     | Eleitorado/Participação       | 5 774 000 | 81,94 / 100,00  | 4,20  |           |       |
| Fonte                       | Fonte                         | [ 2 ]     | [ 2 ]           | [ 2 ] | [ 2 ]     | [ 2 ] |